# Elecciones municipales de Huamanga de 1995
Las elecciones municipales de Huamanga de 1995 se llevaron a cabo el 12 de noviembre de 1995 para elegir al alcalde y al Concejo Provincial de Huamanga para el periodo 1996-1998. La elección se celebró simultáneamente con elecciones municipales (provinciales y distritales) en todo el país.

## Sistema electoral
La Municipalidad Provincial de Huamanga es el órgano administrativo y de gobierno de la provincia de Huamanga. Está compuesta por el alcalde y el Concejo Provincial.
La votación del alcalde y el concejo se realiza en base al sufragio universal, que comprende a todos los ciudadanos nacionales mayores de dieciocho años, empadronados y residentes en la provincia de Huamanga y en pleno goce de sus derechos políticos, así como a los ciudadanos no nacionales residentes y empadronados en la provincia de Huamanga.
El Concejo Provincial de Huamanga está compuesto por 19 regidores elegidos por sufragio directo para un período de tres (3) años, en forma conjunta con la elección del alcalde (quien lo preside). La votación es por lista cerrada y bloqueada. Se asigna a la lista ganadora los escaños según el método d'Hondt o la mitad más uno, lo que más le favorezca.

## Composición del Concejo Provincial de Huamanga
La siguiente tabla muestra la composición del Concejo Provincial de Huamanga antes de las elecciones.
| Partidos | Partidos                  | Regidores |
| -------- | ------------------------- | --------- |
|          | Lista Independiente N° 19 | 11        |
|          | Lista Independiente N° 9  | 2         |
|          | Acción Popular            | 1         |
|          | Lista Independiente N° 21 | 1         |
|          | Lista Independiente N° 3  | 1         |
|          | Partido Aprista Peruano   | 1         |
|          | Izquierda Unida           | 1         |
|          | Lista Independiente N° 17 | 1         |

## Partidos y candidatos
A continuación se muestra una lista de los principales partidos y alianzas electorales que participaron en las elecciones:
| Candidatura | Candidatura | Partidos y alianzas                                                             | Candidatos | Candidatos                 | Ideología                                | Resultado previo | Resultado previo | Ref. |
| Candidatura | Candidatura | Partidos y alianzas                                                             | Candidatos | Candidatos                 | Ideología                                | Votos (%)        | Reg.             | Ref. |
| ----------- | ----------- | ------------------------------------------------------------------------------- | ---------- | -------------------------- | ---------------------------------------- | ---------------- | ---------------- | ---- |
|             | AP          | Lista - Acción Popular (AP)                                                     |            | Sin información disponible | Humanismo Nacionalismo cívico Reformismo | 11.4%            | 1                |      |
|             | IND         | Lista - Lista Independiente N° 3 Desarrollo de Ayacucho                         |            | Sin información disponible | Localismo huamanguino                    | Nuevo            | Nuevo            |      |
|             | IND         | Lista - Lista Independiente N° 5 Ayacucho No Puede Parar                        |            | Sin información disponible | Localismo huamanguino                    | Nuevo            | Nuevo            |      |
|             | IND         | Lista - Lista Independiente N° 7 Por Huamanga                                   |            | Hernán García Zárate       | Localismo huamanguino                    | Nuevo            | Nuevo            |      |
|             | IND         | Lista - Lista Independiente N° 9 Movimiento de Integración Regional             |            | Sin información disponible | Localismo huamanguino                    | Nuevo            | Nuevo            |      |
|             | IND         | Lista - Lista Independiente N° 11 Cambio Vecinal                                |            | Sin información disponible | Localismo huamanguino                    | Nuevo            | Nuevo            |      |
|             | IND         | Lista - Lista Independiente N° 15 Movimiento Nuevo Ayacucho                     |            | Sin información disponible | Localismo huamanguino                    | Nuevo            | Nuevo            |      |
|             | IND         | Lista - Lista Independiente N° 19 Somos Ayacucho                                |            | Sin información disponible | Localismo huamanguino                    | Nuevo            | Nuevo            |      |
|             | IND         | Lista - Lista Independiente N° 23 Movimiento Independiente Gran Cambio Regional |            | Sin información disponible | Localismo huamanguino                    | Nuevo            | Nuevo            |      |

Otros candidatos
| Partidos y alianzas | Partidos y alianzas                                                               | Candidatos                 |
| ------------------- | --------------------------------------------------------------------------------- | -------------------------- |
|                     | Lista Independiente N° 17 Unión por el Progreso                                   | Sin información disponible |
|                     | Lista Independiente N° 21 Unidad y Progreso de Ayacucho Unión Vecinal de Ayacucho | Sin información disponible |

## Resultados

### Sumario general
|                        |                                                                                   |              |              |              |           |           |
| Partidos y coaliciones | Partidos y coaliciones                                                            | Voto popular | Voto popular | Voto popular | Regidores | Regidores |
| Partidos y coaliciones | Partidos y coaliciones                                                            | Votos        | %            | ±pp          | Total     | +/−       |
|                        | Lista Independiente N° 7 Por Huamanga                                             | 6,217        | 15.19        | n/a          | 10        | +10       |
|                        | Lista Independiente N° 13 Movimiento Independiente Ayacuchano Ventura Ccalamaqui  | 5,702        | 13.93        | n/a          | 2         | +2        |
|                        | Lista Independiente N° 5 Ayacucho No Puede Parar                                  | 4,841        | 11.83        | n/a          | 1         | +1        |
|                        | Lista Independiente N° 23 Movimiento Independiente Gran Cambio Regional           | 4,583        | 11.20        | n/a          | 1         | +1        |
|                        | Lista Independiente N° 9 Movimiento de Integración Regional                       | 3,892        | 9.51         | n/a          | 1         | +1        |
|                        | Lista Independiente N° 15 Movimiento Nuevo Ayacucho                               | 3,866        | 9.44         | n/a          | 1         | +1        |
|                        | Lista Independiente N° 11 Cambio Vecinal                                          | 3,273        | 8.00         | n/a          | 1         | +1        |
|                        | Lista Independiente N° 3 Desarrollo de Ayacucho                                   | 2,960        | 7.23         | n/a          | 1         | +1        |
|                        | Lista Independiente N° 19 Somos Ayacucho                                          | 2,664        | 6.51         | n/a          | 1         | +1        |
|                        | Acción Popular (AP)                                                               | 1,111        | 2.71         | –8.69        | 0         | –1        |
|                        | Lista Independiente N° 17 Unión por el Progreso                                   | 971          | 2.37         | n/a          | 0         | ±0        |
|                        | Lista Independiente N° 21 Unidad y Progreso de Ayacucho Unión Vecinal de Ayacucho | 852          | 2.08         | n/a          | 0         | ±0        |
|                        |                                                                                   |              |              |              |           |           |
| Total                  | Total                                                                             | 40,932       |              |              | 19        | ±0        |
|                        |                                                                                   |              |              |              |           |           |
| Votos válidos          | Votos válidos                                                                     | 40,932       | 73.95        | +11.36       |           |           |
| Votos en blanco        | Votos en blanco                                                                   | 6,590        | 11.91        | +8.08        |           |           |
| Votos nulos            | Votos nulos                                                                       | 7,830        | 14.15        | –19.43       |           |           |
| Votos emitidos         | Votos emitidos                                                                    | 55,352       | 58.98        | +21.44       |           |           |
| Abstenciones           | Abstenciones                                                                      | 38,490       | 41.02        | –21.44       |           |           |
| Votantes registrados   | Votantes registrados                                                              | 93,842       |              |              |           |           |
|                        |                                                                                   |              |              |              |           |           |
| Fuente:                |                                                                                   |              |              |              |           |           |

## Elecciones municipales distritales

### Resultados por distrito
La siguiente tabla enumera el control de los distritos de la provincia de Huamanga. El cambio de mando de una organización política se resalta del color de ese partido.
| Distrito            | Alcalde(sa) titular        | Partido político | Partido político                 | Alcalde(sa) electo(a)  | Partido político | Partido político          |
| ------------------- | -------------------------- | ---------------- | -------------------------------- | ---------------------- | ---------------- | ------------------------- |
| Acocro              | Auberto Morote Enciso      |                  | Lista Independiente N° 17        | Samuel Tito Tineo      |                  | Lista Independiente N° 19 |
| Acos Vinchos        | Wenceslao Quispe Castro    |                  | Lista Independiente N° 3         | Manuel Pérez Mendoza   |                  | Lista Independiente N° 23 |
| Carmen Alto         | Marcelino Aucca Concho     |                  | Lista Independiente N° 9         | Edgar Apaico Asto      |                  | Lista Independiente N° 23 |
| Chiara              | Filomeno Maldonado Nuñez   |                  | Acción Popular                   | Julio Ayala Bautista   |                  | Lista Independiente N° 45 |
| Ocros               | Magno Castillo Peralta     |                  | Lista Independiente N° 19        | Félix Antezana Lahuana |                  | Lista Independiente N° 19 |
| Pacaycasa           | Julián Janampa Huamantinco |                  | Frente Popular Agrícola del Perú | Félix Morales Janampa  |                  | Lista Independiente N° 21 |
| Quinua              | Susano Mendoza Pareja      |                  | Lista Independiente N° 17        | Susano Mendoza Pareja  |                  | Lista Independiente N° 11 |
| San José de Ticllas | Santiago Barboza León      |                  | Acción Popular                   | Longino López Yupanqui |                  | Lista Independiente N° 3  |
| San Juan Bautista   | Félix Santiago Yalle       |                  | Partido Aprista Peruano          | Javier Zaga Bendezú    |                  | Lista Independiente N° 53 |
| Santiago de Pischa  | Juan Saras Albujar         |                  | Lista Independiente N° 3         | Pelayo Santiago Pareja |                  | Lista Independiente N° 3  |
| Socos               | Guillermo Aliaga Seis      |                  | Lista Independiente N° 17        | Juan Quispe Flores     |                  | Lista Independiente N° 11 |
| Tambillo            | Fortunato Pinco Godoy      |                  | Movimiento Independiente Agrario | Néstor Curahua Anaya   |                  | Lista Independiente N° 27 |
| Vinchos             | Marcelino Morales Navarro  |                  | Acción Popular                   | Antonio Rojas Llantoy  |                  | Lista Independiente N° 19 |